# Dmitrij Larionov
Dmitrij Olegovič Larionov (rusky Дмитрий Олегович Ларионов; * 22. prosince 1985 Nižnij Tagil, RSFSR, Sovětský svaz) je ruský vodní slalomář, kanoista závodící v kategorii C2. Jeho partnerem v lodi je Michail Kuzněcov.
Třikrát startoval na letních olympijských hrách. V Pekingu 2008 získal bronzovou medaili, na LOH 2012 v Londýně skončila jeho loď čtrnáctá. V Riu 2016 se umístil na šestém místě.